# Cmentarz parafialny w Starych Skoszewach
Cmentarz parafialny w Starych Skoszewach – został założony około 1380 roku i znajduje się na północ od kościoła przy drodze Nowosolna – Niesułków. Na cmentarzu są m.in. dwie mogiły zbiorowe: jedna ze szczątkami 21 żołnierzy polskich poległych podczas kampanii wrześniowej, druga będąca miejscem spoczynku ofiar walk religijnych stoczonych w Strykowie pomiędzy katolikami i mariawitami w 1906 roku.